# Woiwodschaft Wilna (1926–1939)
Die Woiwodschaft Wilna (polnisch Województwo wileńskie) war in den Jahren 1926 bis 1939 eine Woiwodschaft der Zweiten Polnischen Republik. Verwaltungssitz der Woiwodschaft war die namensgebende Stadt Wilna, die heutige Hauptstadt Litauens Vilnius.

## Geschichte
Die Woiwodschaft Wilna wurde erst am 20. Januar 1926 als letzte der 16 Woiwodschaften der Zweiten Polnischen Republik formell gegründet. Der Grund für die verspätete Gründung lag zum Teil in den Territorialkonflikten, die sich in diesem Gebiet abspielten. Die Grenze zu Sowjetrussland war im Frieden von Riga der am 18. März 1921 unterzeichnet wurde, festgelegt worden. Territorialstreitigkeiten bestanden jedoch auch mit dem benachbarten Litauen, das die Stadt Wilna und deren Umland als die historische Hauptstadt des früheren Großfürstentums Litauen beanspruchte. Wilna und Umland waren jedoch überwiegend polnischsprachig und Polen erhob deshalb ebenfalls Anspruch auf das Gebiet. Während des Polnisch-Sowjetischen Krieges wurde das Gebiet, das zuvor von der Roten Armee eingenommen worden war, von polnischen Armeeeinheiten besetzt, unter deren Schutz polnische Aktivisten die „Republik Mittellitauen“ ausriefen. Am 11. April 1922 wurde Mittellitauen an Polen angeschlossen. Litauen erkannte diese Entwicklung nicht an und brach die diplomatischen Beziehungen zu Polen ab.
Aus dem ehemaligen Mittellitauen und den drei Powiats Duniłowicze, Dzisna und Wilejka, die kurzzeitig zur Woiwodschaft Nowogródek gehört hatten, wurde 1926 die Woiwodschaft Wilna konstituiert. Das Wappen der Woiwodschaft entsprach weitgehend dem historischen Wappen Litauens. Von der territorialen Reorganisation einiger Woiwodschaften am 1. April 1938 blieb die Woiwodschaft Wilna unberührt. Ihre Grenzen änderten sich bis zum Ende der Zweiten Republik nicht und auch die Zahl der Powiats und Städte blieb unverändert.
Am 17. März 1938, vier Tage nach dem „Anschluss“ Österreichs an das nationalsozialistische Deutschland, forderte Polen Litauen in einem Ultimatum auf, diplomatische Beziehungen zu Polen aufzunehmen. Dem Ultimatum vorangegangen waren mehrere Jahre angespannter Beziehungen mit häufigen Grenzzwischenfällen. Beide Seiten hatten begonnen, die jeweiligen nationalen Minderheiten im Land zu drangsalieren. Auf polnischer Seite besonders aktiv war der damalige Woiwode Ludwik Bociański, der seine Absicht erklärte die „Reste der chauvinistisch-nationalistischen litauischen Organisationen in der Woiwodschaft Wilna zu liquidieren“. Polnische Politiker, die spekuliert hatten, dass man eventuell deutsche Konzessionen für eine polnische Zustimmung zum „Anschluss“ erhalten könnte, beispielsweise in der Frage Danzigs, sahen sich getäuscht. Die nationalistisch aufgeheizte Atmosphäre in Polen nahm die polnische Regierung zum Anlass, mit dem Ultimatum an Litauen einen vermeintlichen außenpolitischen Prestigegewinn zu erlangen. Die litauische Regierung sah angesichts der impliziten Drohungen, die mit dem Ultimatum einhergingen, keine andere Möglichkeit, als formelle diplomatische Beziehungen zu Warschau aufzunehmen.
Nach dem deutschen Überfall auf Polen kam das Gebiet der Woiwodschaft gemäß den Vereinbarungen des Molotow-Ribbentrop-Pakts unter sowjetische Herrschaft. Die Stadt Wilna mit Umgebung kam zu Litauen, das ebenfalls 1940 in die Sowjetunion inkorporiert wurde.

## Bevölkerung

### Volkszählung 1921
Die Volkszählung 1921 umfasste nur vier Powiats ohne Mittellitauen. Vollständige Ergebnisse für die gesamte Woiwodschaft gab es erst mit der Volkszählung 1931.

### Volkszählung 1931
Die Volkszählung vom 9. Dezember 1931 ermittelte folgende Sprachen:
Sprachen nach dem Zensus 1931
| Sprache      | Zahl      | Prozent  |
| ------------ | --------- | -------- |
| Polnisch     | 633.095   | 58,57 %  |
| Belorussisch | 287.938   | 26,64 %  |
| Litauisch    | 65.259    | 6,04 %   |
| Jiddisch     | 47.656    | 4,41 %   |
| Russisch     | 35.981    | 3,33 %   |
| Hebräisch    | 6.576     | 0,61 %   |
| Ukrainisch   | 1.351     | 0,12 %   |
| Deutsch      | 796       | 0,07 %   |
| Ohne Angabe  | 1.590     | 0,15 %   |
| Übrige       | 626       | 0,06 %   |
| Gesamt       | 1.080.868 | 100,00 % |

1. ↑  Im Zensus wurden unterschieden Ukrainisch 223 und Ruthenisch 1128

Die Validität der Volkszählung wurde insbesondere von litauischer Seite bestritten, das die Zahl der in Polen lebenden Litauer höher ansetzte.